# Hugenoci w Offenbach am Main
18 października 1685 roku król Francji Ludwik XIV wydał edykt z Fontainebleau, przez co zniósł edykt nantejski, który został wprowadzony przez Henryka IV po wojnach hugenockich (1562-1598). Edykt ten gwarantował francuskim ewangelikom prawo do wyznania zgodnego z ich sumieniem i równouprawnienie społeczne. Ewangelickie nabożeństwa mogły się jednak odbywać tylko w miastach, w których się już w 1597 roku odbywały, nie w Paryżu ani w miastach, w których bawił dwór królewski.
Ponieważ hugenoci, jak obraźliwie określano ewangelików, którzy poszli drogą reformacji Kalwina, zaczęli rosnąć w siłę, zaczęto regularnie zmniejszać ich prawa. Rządzący absolutnie od 1661 roku Ludwik XIV nie chciał mieć we własnym kraju poddanych, którzy nie dzielili jego katolickiego wyznania. Dlatego od 1681 poprzez zakwaterowanie wojsk w ich domach, miał nadzieję na to, iż dadzą się oni zmusić do zmiany konfesji.
W końcu unieważnił on edykt nantejski, zakazał wiary reformowanej oraz zabronił hugenotom ucieczki z Francji. Pomimo tego zakazu, obronie swej religii tysiące osób odważyło się na emigrację. Wielu z nich, którym dopiero po wielu nieudanych próbach ucieczki udało się wydostać z Francji bez środków do życia, zostało najpierw przyjętych w Szwajcarii. Stamtąd ciągnęli do przyjmujących ich w wielu przypadkach z otwartymi rękoma niemieckich miast, a także aż na Prusy Wschodnie i do Rosji.
W Offenbachu, który był małą rybacko-chłopską osadą (500 mieszkańców) książę Ernst I, hrabia rodu Isenburg-Büdingen-Birnstein zamiast wyznania luterańskiego (augsburskiego) wprowadził wyznanie reformowane. Przy jego pomocy już w 1596 powstała założona przez uchodźców gmina walońsko-reformowana. Jednakże przetrwała tylko do 1599, gdyż przeszła potem w nową parafię walońską w pobliskim Hanau.
W latach 1609–1633 hrabia Wolfgang Ernst I zezwolił kalwińskim ewangelikom z Frankfurtu nad Menem  na celebrowanie nabożeństw reformowanych w Offenbachu, gdyż konserwatywna i skrajnie luterańska rada Frankfurtu zakazała na terenie tego wolnego miasta Rzeszy jakichkolwiek nie-luterańskich nabożeństw.
Fryderyk Wilhelm, elektor Brandenburgii już w 1685 udzielił francuskim uciekinierom azylu, gdyż miał nadzieję przy ich pomocy odbudować zniszczony wojną trzydziestoletnią kraj. Hrabia Johann Philipp (wnuk Ernsta I) natomiast zwlekał z udzieleniem azylu uchodźcom do 1698 roku, mimo iż sąsiadujący z Offenbachem, Frankfurt od 1680 był ważnym punktem przystankowym dla uciekających hugenotów. Gdy w 1698 szwajcarskie kantony ze względu na ogromne koszty utrzymania uchodźców wydały edykty o ich wydaleniu z kraju, posłaniec francuskiej grupy uchodźców religijnych, Capitain de Calmelz prosił Hrabiego o przyjęcie do korzystnie położonego Offenbachu, ten okazał się wielkoduszny. Zapewnił Francuzom wszelkie prawa i przywileje, przyjął ich na równych zasadach, tzn. nie musieli płacić - w przeciwieństwie do wielu innych niemieckich miast, specjalnych podatków. W 1699 roku, lista wiernych parafii liczyła 46 rodzin.
Dziewiątego lipca 1699 pastor Isaac de Bermond poprowadził pierwsze nabożeństwo w Offenbachu. Zaraz po nim nastąpiły wybory do pierwszego konsystorium i zarazem utworzenie parafii, według zasad Discipline des Eglises réformées de France z 1660, którą uchodźcy przywieźli ze sobą z ojczyzny.
Od 1703 mądra polityka Hrabiego, przyczyniła się do rozwoju parafii a także samego Offenbachu. Liczba mieszkańców wzrosła z 790 w roku 1700 do 1.500 w 1718, a do roku 1790 było już 6.000 mieszkańców. W przeciwieństwie do Frankfurtu - wolnego miasta Rzeszy, który swój rozwój zawdzięcza cechom, Hrabia przyczynił się do rozwoju przemysłu i fabryk. Z tego skorzystała pewna grupa hugenotów, która osiedliła się w mieście w 1703 roku. Wraz z nią podwoiła się liczba wiernych. Hugenoci ci mieli pieniądze, potrafili sami zapracować na swoje utrzymanie (w przeciwieństwie do pierwszej fali uchodźców), a Hrabia przydzielił im parcele w okolicach ulicy Kleiner Biergrund w samym centrum dzisiejszego miasta.
Hugenotom udzielono kolejnych praw. Mogli budować kościoły, szkoły, z Niderlandów sprowadzono dla nich pastora, który dostawał żołd od Hrabiego, ten jednak zażądał, aby do Offenbachu przybywali wyłącznie kupcy i rzemieślnicy. Hugenotom zapewniono także prawo wyboru własnego pastora, i co najważniejsze, pozostali samodzielni- nie połączono ich z parafią niemiecko-reformowaną. W tamtym okresie cały Offenbach był wyznania kalwińskiego.
Wszystkie udzielone hugenotom przywileje wciąż są aktualne. Mimo iż wielokrotnie zmieniały się rządy, wszystkie urzędy akceptowały francuski układ parafii. Prawa offenbaskich reformowanych ewangelików są kluczową częścią regulaminu kościelnego i nie zostały nigdy zmienione. Regulamin gminy został przekazany Krajowemu Kościołowi Ewangelickiemu Hesji i Nassau, którego częścią jest parafia w Offenbachu.